# Sofia Open 2023 - Qualificazioni singolare
Le qualificazioni del singolare del Sofia Open 2023 sono state un torneo di tennis preliminare per accedere alla fase finale della manifestazione. I vincitori dell'ultimo turno sono entrati di diritto nel tabellone principale. In caso di ritiro di uno o più giocatori aventi diritto, a questi sono subentrati i lucky loser, ossia i giocatori che hanno perso nell'ultimo turno ma che avevano una classifica più alta rispetto agli altri partecipanti che avevano comunque perso nel turno finale.

## Teste di serie
1. Térence Atmane (qualificato)
2. Nicolas Moreno de Alboran (ultimo turno, lucky loser)
3. Vitalij Sačko (qualificato)
4. Marc-Andrea Hüsler (qualificato)

1. Illja Marčenko (ultimo turno)
2. Francesco Passaro (ultimo turno)
3. Nerman Fatić (ultimo turno)
4. Billy Harris (qualificato)

## Qualificati
1. Térence Atmane
2. Billy Harris

1. Vitalij Sačko
2. Marc-Andrea Hüsler

### Lucky loser
1. Nicolas Moreno de Alboran

## Tabellone

### Sezione 1
|  | Primo turno | Primo turno      | Primo turno     | Primo turno | Primo turno |  |  | Ultimo turno | Ultimo turno   | Ultimo turno   | Ultimo turno | Ultimo turno |  |
|  |             |                  |                 |             |             |  |  |              |                |                |              |              |  |
|  | 1           | Térence Atmane   | Térence Atmane  | 7           | 7           |  |  |              |                |                |              |              |  |
|  |             | Evgenij Donskoj  | Evgenij Donskoj | 62          | 64          |  |  | 1            | Térence Atmane | Térence Atmane | 7            | 7            |  |
|  |             | Lorenzo Giustino | 60              | 7           | 3           |  |  | 5            | Illja Marčenko | Illja Marčenko | 63           | 5            |  |
|  | 5           | Illja Marčenko   | 7               | 65          | 6           |  |  |              |                |                |              |              |  |

### Sezione 2
|  | Primo turno | Primo turno               | Primo turno               | Primo turno | Primo turno |  |  | Ultimo turno | Ultimo turno              | Ultimo turno              | Ultimo turno | Ultimo turno |  |
|  |             |                           |                           |             |             |  |  |              |                           |                           |              |              |  |
|  | 2           | Nicolas Moreno de Alboran | Nicolas Moreno de Alboran | 6           | 6           |  |  |              |                           |                           |              |              |  |
|  | WC          | Aleksandăr Donski         | Aleksandăr Donski         | 3           | 4           |  |  | 2            | Nicolas Moreno de Alboran | Nicolas Moreno de Alboran | 2            | 1            |  |
|  |             | Yankı Erel                | 63                        | 6           | 63          |  |  | 8            | Billy Harris              | Billy Harris              | 6            | 6            |  |
|  | 8           | Billy Harris              | 7                         | 4           | 7           |  |  |              |                           |                           |              |              |  |

### Sezione 3
|  | Primo turno | Primo turno      | Primo turno  | Primo turno | Primo turno |  |  | Ultimo turno | Ultimo turno  | Ultimo turno | Ultimo turno | Ultimo turno |  |
|  |             |                  |              |             |             |  |  |              |               |              |              |              |  |
|  | 3           | Vitalij Sačko    | 2            | 7           | 6           |  |  |              |               |              |              |              |  |
|  |             | Altuğ Çelikbilek | 6            | 6           | 1           |  |  | 3            | Vitalij Sačko | 62           | 6            | 7            |  |
|  | WC          | Janaki Milev     | Janaki Milev | 3           | 1           |  |  | 7            | Nerman Fatić  | 7            | 3            | 67           |  |
|  | 7           | Nerman Fatić     | Nerman Fatić | 6           | 6           |  |  |              |               |              |              |              |  |

### Sezione 4
|  | Primo turno | Primo turno        | Primo turno        | Primo turno | Primo turno |  |  | Ultimo turno | Ultimo turno       | Ultimo turno       | Ultimo turno | Ultimo turno |  |
|  |             |                    |                    |             |             |  |  |              |                    |                    |              |              |  |
|  | 4           | Marc-Andrea Hüsler | Marc-Andrea Hüsler | 6           | 7           |  |  |              |                    |                    |              |              |  |
|  | Alt         | Alexander Erler    | Alexander Erler    | 1           | 5           |  |  | 4            | Marc-Andrea Hüsler | Marc-Andrea Hüsler | 6            | 7            |  |
|  |             | Ergi Kırkın        | 7                  | 3           | 1           |  |  | 6            | Francesco Passaro  | Francesco Passaro  | 4            | 5            |  |
|  | 6           | Francesco Passaro  | 5                  | 6           | 6           |  |  |              |                    |                    |              |              |  |